# THE メイド服と機関銃
『THEメイド服と機関銃』（ざめいどふくときかんじゅう）は、2006年8月10日にディースリー・パブリッシャーから発売されたPlayStation 2用アクションゲームソフト。『SIMPLE2000シリーズ』の第105作である。

## 概要
メイド服を着たロボットである主人公を操作して、悪の組織と戦うアクションゲーム。全8ステージからなる。
主人公の主力武器は機関銃であり、「スタイリッシュメイドアクションゲーム」と銘打たれている。

## ストーリー
時は未来。天才科学者である陸奥マサキ博士は、タイムマシンの開発に成功した。しかし全時代征服を企む謎の組織がマシンを強奪、組織の人間達は少年時代の博士をも支配下に置くべく、過去へとタイムスリップして行った。
マサキ博士はもう1台のタイムマシンを組み込んだメイド型ロボット「ユウキ」を開発、過去の自分自身を守らせ歴史改変を防ぐべく、組織を追跡させる。
かくしてユウキの戦いは始まった。

## システム
ベルトスクロールアクションゲームの様に、一定エリア内に出現する敵を全て倒すと次のエリアへ進む事ができる。
ステージクリア時にプレイの評価が行われ、スコアが与えられる。このスコアを使う事で、主力武器の改造が行える。また、条件を満たす事で隠し装備も入手できる。
1度クリアすると、難易度がアップした「EXゲーム」というモードが追加される。

## 登場キャラクター
ユウキ
主人公。身長162cm、体重80kg。3サイズは89・58・87。靴のサイズは24.5cm。
外見は17歳程度の女性の姿をしているが、その正体はマサキ博士が最新型のロボットを改造して作り上げたガイノイドで、体内にタイムマシンを組み込まれた「人型タイムマシン」でもある。
研究所のAIシステムを流用して作られた急造品である為、性格は天然ボケ気味で、語彙も乏しい。少年時代のマサキを「ご主人様」と呼び、彼を狙う者は容赦無く叩き潰す。しかし敵を一網打尽にすべくマサキを囮に使い、結果彼を危険に晒すという本末転倒な事態も巻き起こす。
以下の武器を装備・使用できる。
ライフル系主力武器。連射可能だが弾数制限が有り、撃ち尽くすとリロードが必要となる。スコアによって改造可能だが、撃った弾数によってクリア時の評価が下がる。全部で4種類存在する。
ハンドガン系補助武器。敵の攻撃を回避した際にのみ、「回避攻撃(反撃)」として発射できる。弾数の制限は無い。全部で6種類存在する。
アンチマテリアルライフル系対戦車用火器。威力は高いが、撃つと「精神力ゲージ」を消費する。全部で3種類存在する。
バズーカ砲必殺武器で、出現している敵全てにダメージを与える。ザコ敵なら1撃で破壊できるが、アンチマテリアルライフル以上に精神力を消費する。1種類のみで、換装はできない。
日本刀近接攻撃用の武器。マサキの祖父・陸奥コウザブロウから受け継がれた由緒ある刀。ボタンの押し方に応じて、様々な剣技を繰り出せる。やはり1種類のみで、換装は不可能。
- 声・永田依子

陸奥マサキ(むつ-)
身長140cm、体重38kg。靴のサイズは21.5cm。
後にタイムマシンを初めとした様々な発明品を生み出す科学者となる少年。豪邸を別荘として所有する程の裕福な家庭の生まれ。性格は素直で礼儀正しい。
なお大人になった姿は、ゲーム冒頭にシルエットと声で登場するのみ。
- 声・皆川典子

### 敵キャラクター
全ての時代を支配下に置こうと企む、謎の組織。ゲーム中にはジェラルドの指揮する1部隊が登場するのみであり、組織名・全貌・首領などについては一切明かされていない。なおジェラルドとラウラ以外のキャスト名は不明である。
指揮官ジェラルド
組織の幹部である金髪の男性。機械工学のエキスパートでもあり、本作に登場する敵メカは全て彼が作り出したもの。常に冷静沈着で感情を表に出す事は少ないが、作戦の成否よりもラウラの身の安全を優先する度量の持ち主でもある。
本作の最終ボスであり、戦闘では2本の刃物を用いた接近戦を行う。なお、彼自身が生身の人間なのかどうかは語られていない。
- 声・Hiroaki KITAJIMA

部隊長ラウラ
13歳。身長148cm、体重52kg。3サイズは72・52・76。靴のサイズは22cm。
ジェラルドの直属の部下であり、「ジェラルド様の専属メイド」を自称する金髪の少女。何らかの理由で組織の一員となり、サイボーグ手術を受けたらしい。ジェラルド製の戦闘ロボットからなる部隊を指揮する。ユウキと互角に戦えるだけの戦闘力を有している。
女子供を傷付ける事は好まない性格で、少年であるマサキをさらう任務に引け目を感じている。普段は冷徹に振舞っているが、ジェラルドには心酔している。
- 声・日榮春華

チビロボ
最も多く出現するザコ敵で、メイドの姿を模した小型ロボット。パンチで攻撃してくる。脚部は存在せず、スカートの下部に仕込まれた3つの車輪で移動する。ステージ5ではマサキを連れ去ろうとする。以下の4タイプが登場する。
通常型青い。ステージ1から登場する。
高速型赤い。通常型より移動速度は速いが、耐久力で劣る。
堅牢型黄色い。耐久力は最も高いが、移動速度は通常型と同じ。
飛行型狙撃ミッションであるステージ3にのみ登場。スカート内のバーニアを噴射し、3機1組で高速移動する。外見は通常型と同じ。
突撃ロボ ジトモフ
チビロボと同サイズだが、脚部が存在し、歩行できる。青と白のセーラー服を着た様な姿をしている。
しばらく足踏みをした後、ヘッドスライディングで攻撃する。その威力は高い。
回転ロボ チャマムー
やはりチビロボと同サイズだが、独楽の様な胴体に顔だけが付いており、手足は存在しない。普段はゆっくりと移動しているだけだが、突然回転し、ツインテール状の髪を振り回して体当たりしてくる。回転中は殆どの攻撃を受け付けない。
偵察ロボ ジラハー
空中を浮遊するメカ。体当たりで攻撃してくる。攻撃力自体はチビロボと同じ。
19型指揮官ロボ
黒いコスチュームを身に付けたガイノイドで、明瞭な人語を話す。ライフルが武器。ダメージを受けると転倒する為、連続攻撃を浴びせにくい相手である。
頑丈装甲 タワベナ
チビロボ通常型が操縦する大型のパワードスーツで、丸みを帯びた外見をしている。攻撃力・耐久力共に高く、腕を振り下ろす事で攻撃してくるが、動きは非常に遅い。
突撃装甲 マーナヤカ
同じくチビロボ通常型が操縦するパワードスーツで、角張った外見をしている。タワベナより小型だが耐久力では勝っており、突然スピードを上げて体当たりしてくる。また防御の姿勢を取り、前面に対する攻撃を無効化する。
更に破壊されると操縦者のチビロボが出現し、戦闘を続行する。
改造車両 アーラダ
ステージ3にのみ登場する。外見は普通の黒塗りの自動車。狙撃ミッションである為、攻撃はしてこない。
改造車両 アーラダ(砲台)カーチェイスミッションであるステージ6にのみ登場する。屋根の上に砲台が搭載されている。
転送カプセル
ステージ5にのみ登場。マサキがこの装置に連れ込まれるとゲームオーバー。バリアが張られており、破壊する事はできない。なおファンブックでは「転送ゲート」と表記されている。
戦闘ヘリ キーヌッツ
ステージ1のボスである武装ヘリコプター。機銃とミサイルを発射し、体当たり攻撃も行う。
斬鉄装甲 チャサキア
両腕が巨大な刃物になっており、宙に浮かびながら斬り付けてくる巨大ロボット。脚部は存在しない。ステージ5のボスであり、ステージ7でも中ボスとして2体出現する。
移動要塞 シャコバ
ステージ6のボスである武装車両。ドラム缶車・ミサイル車・電源車・大砲車の4台が存在し、順に戦う事になる。電源車だけは破壊しなくてもクリア可能。
ウエドン
ステージ7のボス。釣鐘の様なボディに4つの脚部が付いている。脚部を折り畳んで高速回転しながら体当たりを行う。またチビロボを呼び出す能力もある。